# Wentworth (Australie)
Pour les articles homonymes, voir Wentworth.
Wentworth est une ville australienne située dans la zone d'administration locale du même nom, dont elle est le siège, en Nouvelle-Galles du Sud.

## Géographie
Wentworth est située dans le Far West australien au sud-ouest de la Nouvelle-Galles du Sud, au confluent du Darling avec le Murray, à 40 km de Mildura dans l'État de Victoria, à 266 km de Broken Hill, à 402 km d'Adélaïde, la capitale de l'Australie-Méridionale, à 570 km de Melbourne la capitale du Victoria, et à 1 034 km de Sydney.

## Histoire
La ville doit son nom à l'explorateur William Wentworth.
À la fin du XIXe siècle, la ville était un important port fluvial mais le développement du rail provoqua le déclin puis l'arrêt du transport par voie d'eau et l'activité du village déclina.
À l'heure actuelle, la ville est surtout un lieu de tourisme pour les personnes qui veulent visiter l'Outback.
La ville possède une prison (The Wentworth Gaol), un bateau à aubes restauré, le « Ruby » et organise un rallye annuel de tracteurs.

## Démographie
| 2001  | 2006  | 2011  | 2016  | 2021  |
| ----- | ----- | ----- | ----- | ----- |
| 1 430 | 1 303 | 1 227 | 1 221 | 1 305 |